# بيدرو مينديز (لاعب كرة قدم مواليد 1999)
بيدرو مينديز هو لاعب كرة قدم برتغالي في مركز الهجوم، ولد في 1 أغسطس 1999 في غيمارايش في البرتغال. لعب مع سبورتينغ لشبونة.

## وصلات خارجية
- بيدرو مينديز (لاعب كرة قدم مواليد 1999) على موقع قاعدة بيانات كرة القدم.إي يو (الإنجليزية)
- بيدرو مينديز (لاعب كرة قدم مواليد 1999) على موقع Soccerway.com (الإنجليزية)